# Hawker 400
L'Hawker 400, già Beechcraft Beechjet 400A, è un Business jet bireattore ad ala bassa sviluppato dall'azienda aeronautica statunitense Beechcraft e commercializzato, dopo l'acquisizione dell'azienda, dalla Hawker Beechcraft Corporation (HBC), a sua volta assorbita dalla Raytheon Company ed ora, nella versione più recente, dalla nuova Beechcraft Corporation.

## Storia del progetto
Il progetto deriva da un progetto originale sviluppato dall'azienda giapponese Mitsubishi Heavy Industries, intenzionata ad affiancare al Mitsubishi MU-2, il biturboelica che fu un modello di successo nel mercato nazionale del trasporto leggero, di un velivolo completamente nuovo a getto che si collocasse all'apice della gamma, il Mitsubishi MU-300 Diamond (il nome Diamond era stato scelto per sottolineare la sua collocazione di mercato).

### Periodici
- Field, Hugh and Hurst, Mike. "The Great St Louis Meeting". Flight International, 30 September 1978, pp. 1261–1266.
- Whitaker, Richard. "Diamond 1:Mitsubishi's first business jet". Flight International, 18 July 1981. pp. 163–170.